# Талха ібн Тахір
Талха ібн Тахір (*д/н — 828) — 2-й емір Держави Тахіридів в 822—828 роках.

## Життєпис
Син впливового перського військовика і державця Тахіра ібн Гусейна. Після смерті батька у 822 році стає новим валі (намісником) Хорасану, оскільки його брат Абдалла (його халіф аль-Мамун планував призначити на цю посаду) був зайнятий приборканням заворушень в Месопотамії.
На відміну від батька не став відкрито протистояти халіфу, відновив його ім'я в п'ятничній хутбі та став карбувати ім'я халіфа на монетах перед своїм. В іншому проводив дедалі більш незалежну політику. У 822 році придушив повстання селян у Фергані та Усрушані.
Водночас і далі боровся з хариджитами, які перетворили Сістан на свою базу, де 826 року почалося загальне повстання на чолі із Хамзою ібн Абгараком проти влади халіфа і Тахіридів. У цій війні, що тривала до 828 року хариджити зазнали поразки, але й Талха ібн Тахір невдовзі помер від поранень в місті Балх. Його посаду заступив брат Абдалла ібн Тахір.